# Alvar Cawén
Frans Alvar Alfred Cawén, född 8 juni 1886 i Korpilax, död 3 oktober 1935 i Helsingfors, var en finländsk expressionistisk målare. Han var gift med Ragni Cawén.

## Biografi
Cawén studerade vid Finska konstföreningens ritskola i Helsingfors 1905–07 och senare i Paris 1912, där han blev inspirerad av Picasso och kubismen. Från början målade han i en förenklad, nästan abstrakt stil, t.ex. i Mimosa (1914).
Han anslöt sig 1914 till den modernt orienterade Novembergruppen och övergick snart till ett mera föreställande måleri i dämpad färgskala, influerad av Paul Cézanne. Ofta skildrar han scener med tragiskt eller religiöst innehåll såsom Den blinda (1926) och flera andra altartavlor.
Cawén var en av den främsta företrädarna för den modernistiska konsten i det tidiga 1900-talets Finland. Han finns representerad på Nationalmuseum i Stockholm.
Han är begravd på Sandudds begravningsplats i Helsingfors.

## Galleri

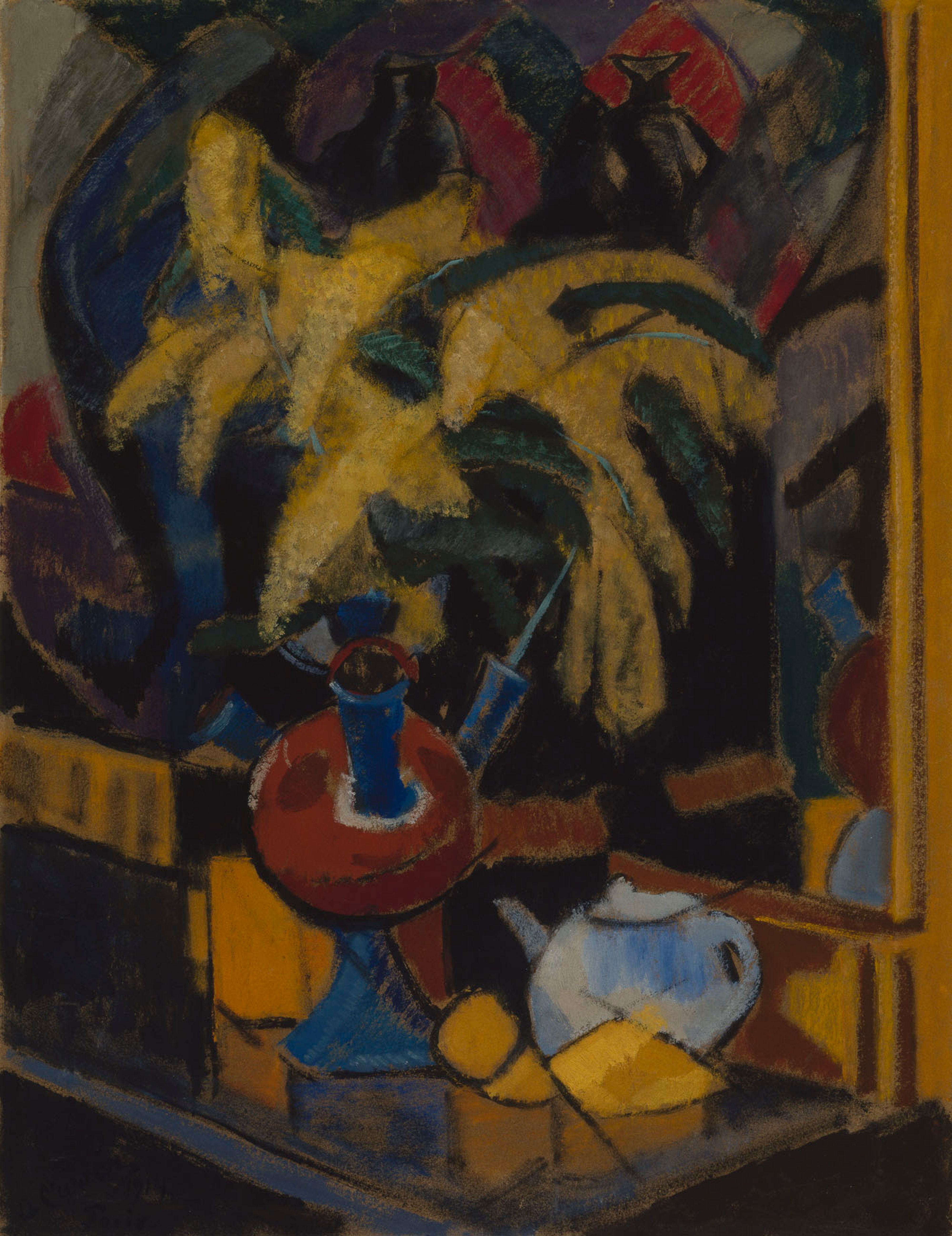
Mimosa (1914, Ateneum, Helsingfors)
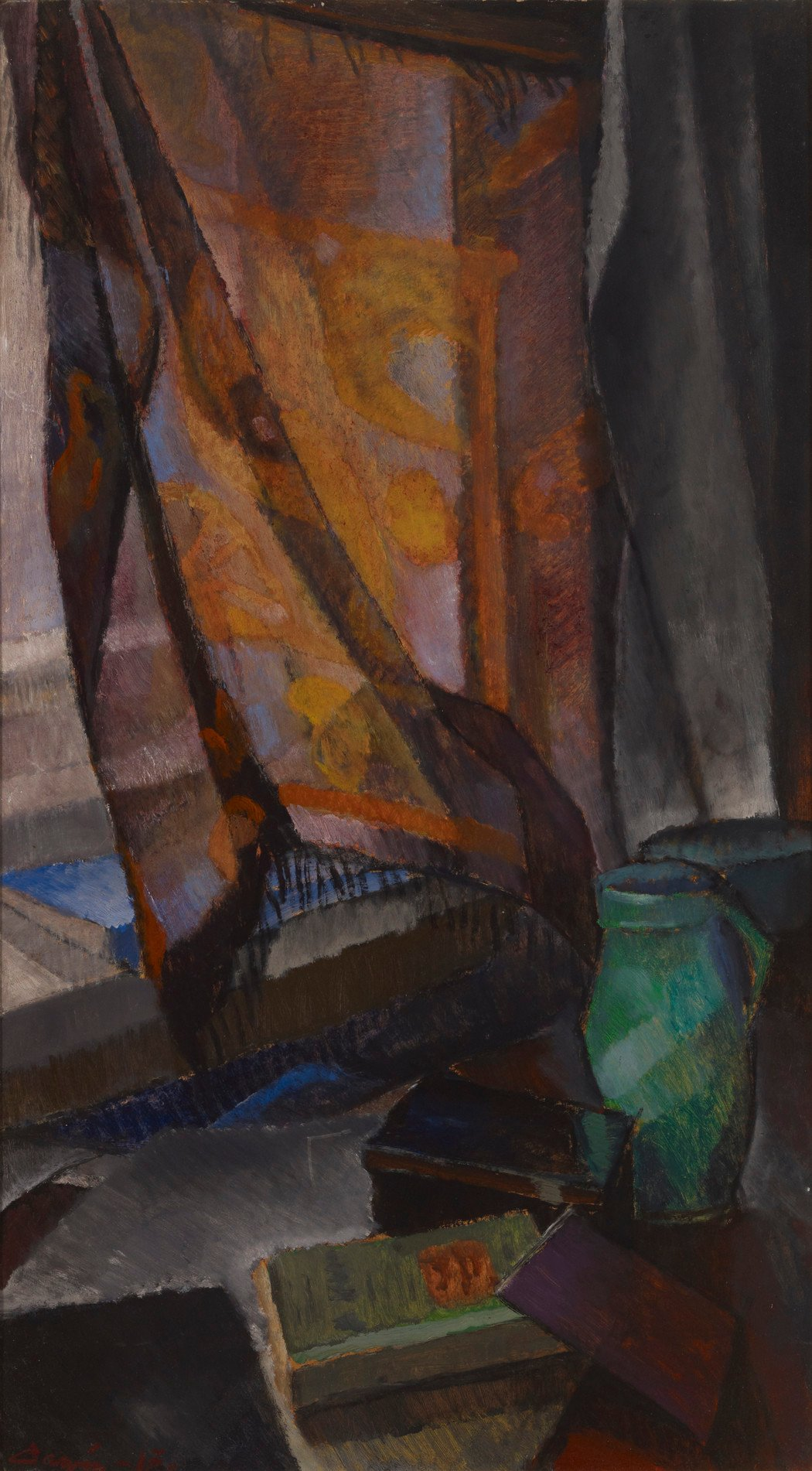
Fönster (1917, Ateneum, Helsingfors)
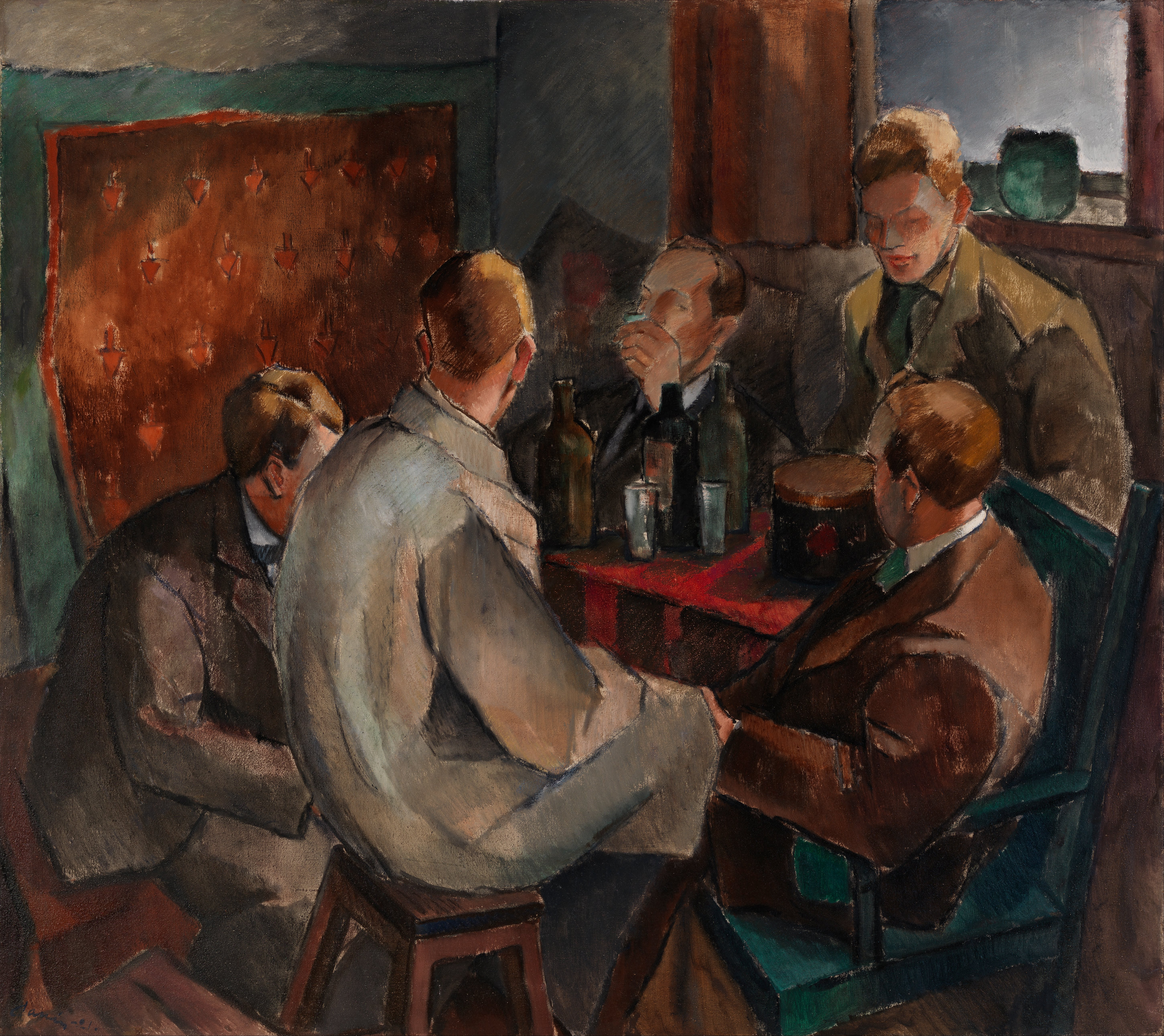
Medlemmar av Novembergruppen (1921, Esbo moderna konstmuseum, Esbo)
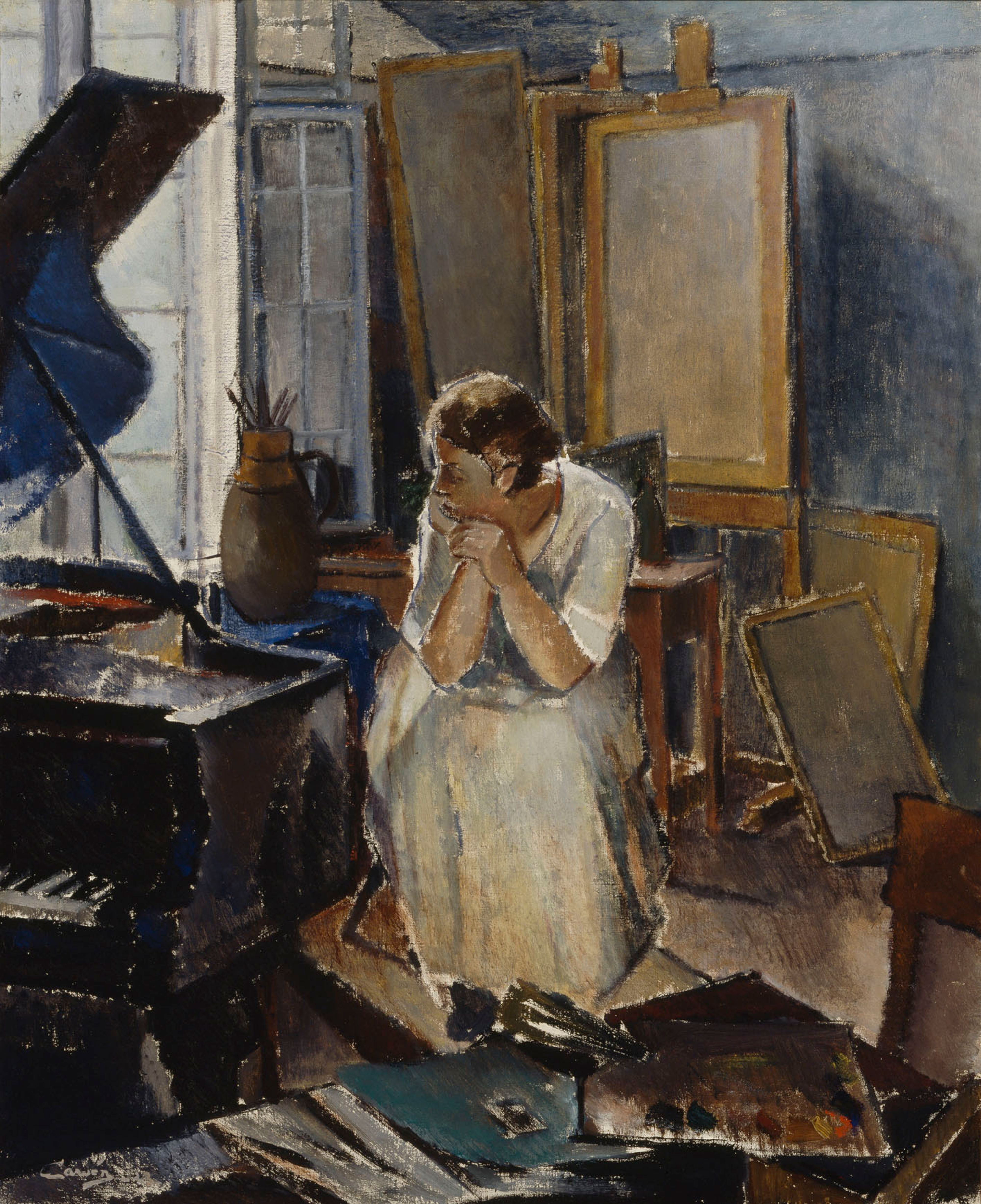
Ateljéinteriör (1923, Ateneum, Helsingfors)
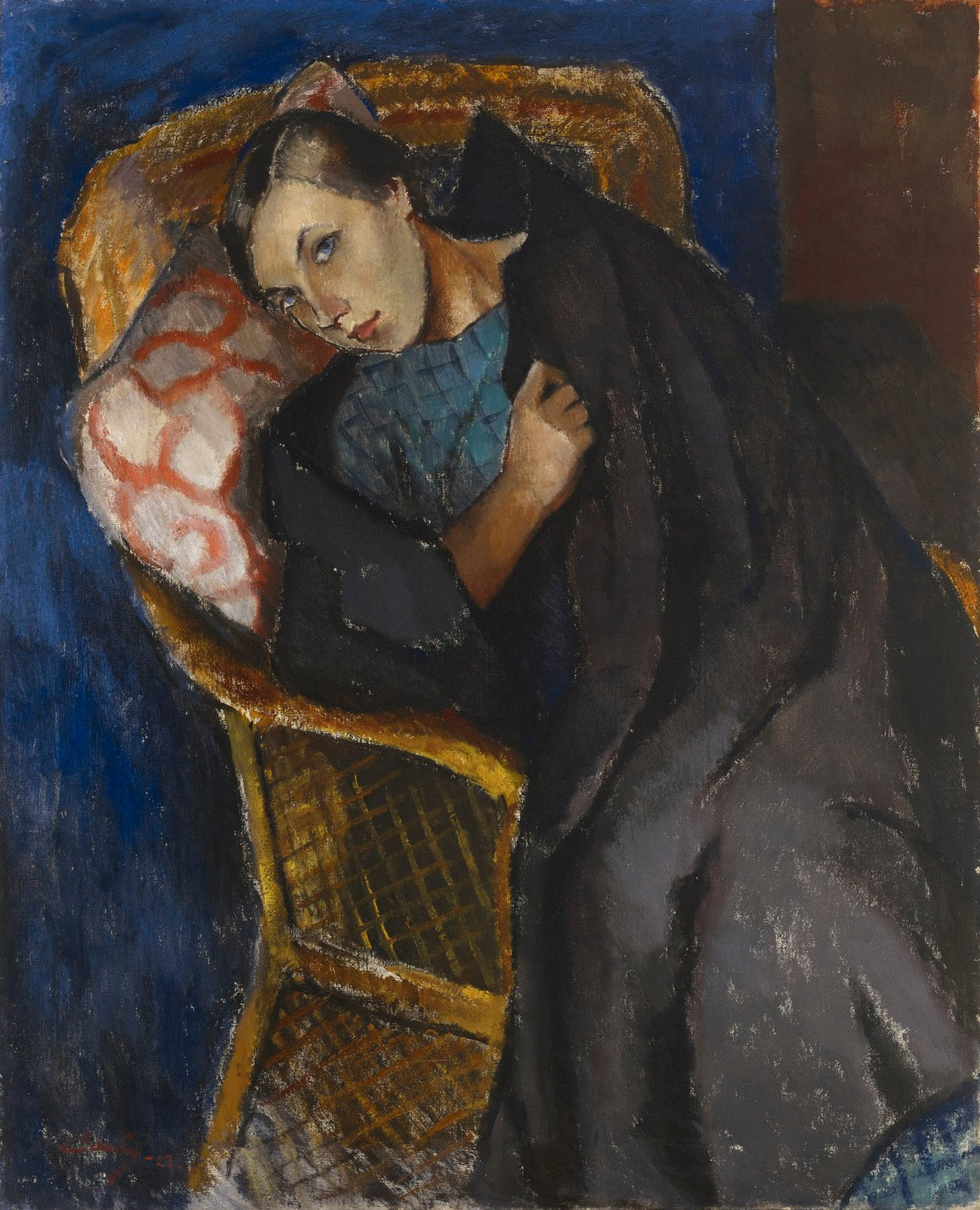
Konvalescent (1923, Ateneum, Helsingfors)
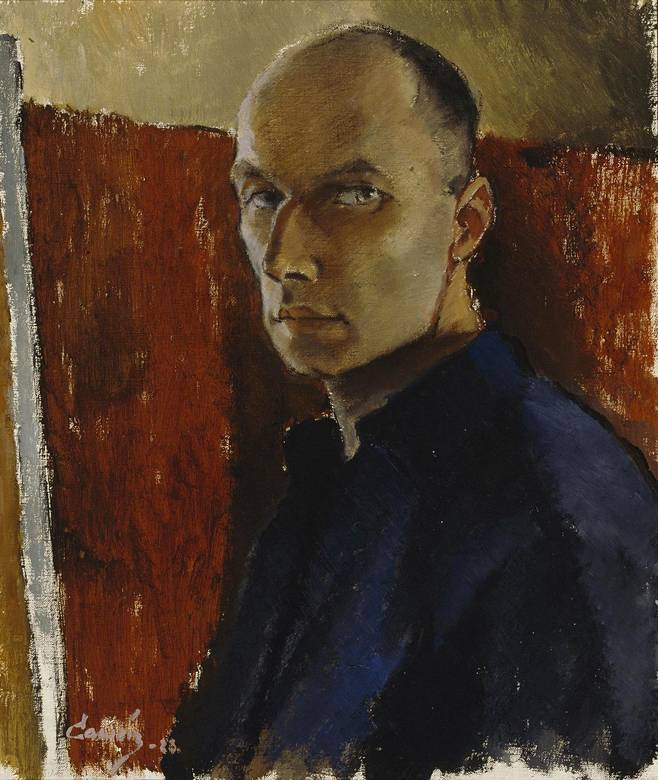
Självporträtt (1923, Ateneum, Helsingfors)
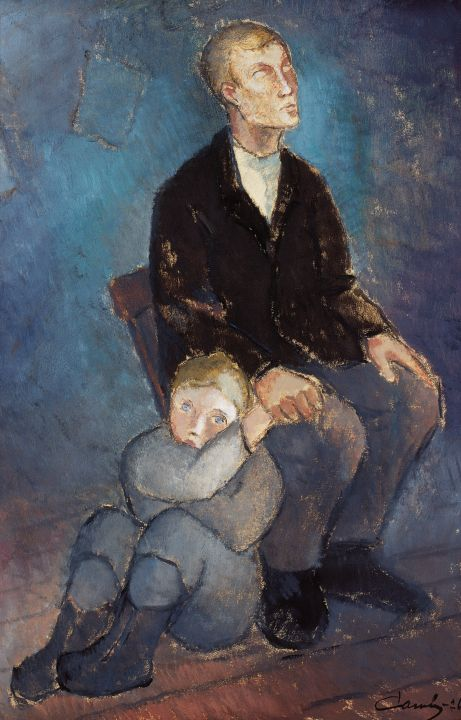
Blind (1926, Kadrioru kunstimuuseum, Tallinn)